# Curdiea
Curdiea, rod crvenih algi iz porodice Gracilariaceae, dio potporodice Melanthalioideae. Taksonomski je priznati rod. Postoji 11 vrsta.
Tipična Curdiea laciniata Harvey, sinonim je za C. angustata (Sonder) A.J.K.Millar, morska alga iz Australije, Novog Zelanda i otoka Campbell.

## Vrste
1. Curdiea angusta Levring
2. Curdiea angustata (Sonder) A.J.K.Millar
3. Curdiea balthazar W.A.Nelson, G.A.Knight & R.Falshaw
4. Curdiea codioides V.J.Chapman
5. Curdiea coriacea (J.D.Hooker & Harvey) J.Agardh
6. Curdiea crassa A.J.K.Millar
7. Curdiea furcata W.A.Nelson & J.Dalen
8. Curdiea irvineae J.Agardh
9. Curdiea obesa (Harvey) Kylin
10. Curdiea racovitzae Hariot
11. Curdiea recovitzae Hariot